# 昂格朗·德·马里尼
昂格朗·德·马里尼（法語：Enguerrand de Marigny，1260年—1315年4月30日），于14世纪初期担任法兰西王国首席大臣、宫务大臣，在腓力四世统治期间权重一时，但不得贵族和资产阶级的支持。在路易十世即位后，马里尼先后被指控贪污和巫术的罪名，并被处死。